# Tears Go By
『Tears Go By』（ティアーズ・ゴー・バイ）は三枝夕夏 IN dbの3rdシングル。

## 内容
- 大野愛果作曲であり、両者のコラボレーションはこの作品が初となる。
- 16ビートの曲で、歌入れに2ヶ月かけた。デビュー以来初めて壁に打ち当たった想い出に残る曲だという。三枝が10パート以上のコーラスを入れた上に、大野愛果と宇徳敬子もコーラスを重ねている。[1]
- CD-EXTRA仕様となっており、「Whenever I think of you」のプロモーションビデオ等が収録されている。

## 収録曲
1. Tears Go By
作詞：三枝夕夏、作曲：大野愛果、編曲：徳永暁人
  - テレビ東京系アニメ『天使な小生意気』エンディングテーマ。
2. It's for you 〜Wondering Love Destiny night clubbers mix〜
3. Tears Go By 〜Instrumental〜

## 収録アルバム
- Secret&Lies（#1）
- 三枝夕夏 IN d-best 〜Smile&Tears〜（#1）
- U-ka saegusa IN db Final Best（#1）